# Florentin (distrikt)
Florentin (bulgariska: Флорентин) är ett distrikt i Bulgarien.   Det ligger i kommunen Novo selo och regionen Vidin, i den nordvästra delen av landet, 160 km norr om huvudstaden Sofia.